# Daniel Hauer

Daniel Hauer

Daniel Hauer (* 17. Februar 1879 in Bad Dürkheim; † 5. Juli 1945 in Berlin-Pankow) war ein deutscher Politiker der NSDAP und SA-Funktionär. Von 1931 bis 1940 führte er die SA in Hessen, ab 1933 im Rang eines Brigadeführers. Er gehörte von 1931 bis 1933 dem Landtag des Volksstaates Hessen an, von 1933 bis 1945 war er Mitglied des Reichstages. Hauer wurde 1933 kommissarischer Polizeidirektor in Darmstadt und 1935 Polizeidirektor in Stuttgart. Als ehrenamtlicher Richter beim 1. Senat des Volksgerichtshofs wirkte er an zahlreichen Todesurteilen gegen politische Gegner mit.

## Leben und Wirken

### Jugend, Ausbildung und Erster Weltkrieg
Hauer war der Sohn des Gastwirtes und Obsthändlers Johannes Hauer und dessen Frau Charlotte, geborene Pfaff. Nach dem Besuch der Volksschule und der Realschule in Bad Dürkheim war Hauer bis 1899 im Geschäft seines Vaters, einer Obst- und Weintraubengroßhandlung, tätig. Von 1899 bis 1907 gehörte er dem 4. Unter-Elsässischen Infanterie-Regiment Nr. 143 und der Schutztruppe für Deutsch-Südwestafrika an. Dort beteiligte er sich an der Niederschlagung des Hereroaufstandes. 
In den Jahren von 1907 bis 1912 stand Hauer im Dienst der Staatseisenbahn, um anschließend von 1913 bis 1914 in der Industrie tätig zu sein. Von 1914 bis 1918 nahm Hauer mit dem Füsilier-Regiment „von Gersdorff“ (Kurhessisches) Nr. 80 und dem Reserve-Infanterie-Regiment Nr. 80 am Ersten Weltkrieg teil. Nach dem Krieg gehörte er bis 1920 dem Freikorps Epp an.

### Karriere in der NS-Bewegung
In den Jahren 1923 bis 1926 engagierte Hauer sich in der Deutschvölkischen Freiheitsbewegung. Zum 12. September 1927 trat er in die NSDAP ein (Mitgliedsnummer 67.309). Etwa zur selben Zeit wurde er Mitglied der Sturmabteilung (SA). In dieser fungierte er von 1928 bis 1929 als Sturmführer in Frankfurt am Main. Um 1930 übernahm er die Position des Führers der SA-Untergruppe Hessen-Darmstadt im Rang eines SA-Oberführers.
Anlässlich der Landtagswahlen vom November 1931 konnte Hauer als Abgeordneter seiner Partei in den Landtag des Volksstaates Hessen(-Darmstadt) einziehen, dem er bis zur Auflösung dessen im Herbst 1933 angehörte. Öffentliches Aufsehen erregte Hauer, als er in der Plenarsitzung des Landtags vom 19. Februar 1932 das tödliche Attentat auf den früheren Reichsfinanzminister Matthias Erzberger von der Zentrumspartei im Jahr 1921 als patriotische Tat rechtfertigte. Als die sozialdemokratische Abgeordnete Lily Pringsheim gegen diese Äußerung Protest erhob, rief Hauer ihr zu: „Sei nur ruhig, du kommst auch noch dran“.
Nach dem Machtantritt der Nationalsozialisten im Frühjahr 1933 wurde Hauer als Polizeidirektor in Darmstadt eingesetzt. Etwa zur gleichen Zeit erreichte er mit der zum 1. Juli 1933 erfolgenden Beförderung zum SA-Brigadeführer seinen höchsten Rang in der SA. Im November desselben Jahres erhielt er außerdem ein Mandat für den nationalsozialistischen Reichstag, dem er bis zum Ende der NS-Herrschaft im Frühjahr 1945 als Abgeordneter für den Wahlkreis 31 (Württemberg) angehörte.
1934 gab Hauer den Posten des Darmstädtischen Polizeidirektors auf und wechselte als Standortführer der SA nach Stuttgart. Seit spätestens 1937 war Hauer außerdem als Beisitzer Mitglied des Volksgerichtshofes. In dieser Eigenschaft war er vor und während des Zweiten Weltkrieges an zahlreichen Todesurteilen beteiligt, so am 4. Juni 1937 gegen Adolf Rembte und Robert Stamm, 12. Juni 1937 gegen Stefan Lovasz, Alfred Grözinger, Josef Steidle, Artur Göritz und Liselotte Herrmann, am 19. März 1940 gegen Hermann Steigleiter und Hugo Steigleiter, am 15. Dezember 1942 gegen die Näherin Rosa Hofmann, am 5. Februar 1943 gegen Hans-Georg Vötter, Adolf Bittner, Arthur Illgen und Werner Schaumann, am 31. März 1943 an dem Todesurteil gegen William Otto Bauer, am 23. Juni 1943 gegen den Pfarrer Karl Friedrich Stellbrink, am 8. September 1943 gegen den Maschinenhändler Fritz Gröbe, am 22. Januar 1944 gegen das Ehepaar Bernhard und Maria Kreulich aus Essen-Kray, am 22. Juni 1944 gegen Franz Jaindl-Haring, am 26. Juli 1944 gegen den Gelegenheitsarbeiter Anton Kowalski, am 30. Oktober 1944 gegen den Hochbautechniker Albert Ludwig Florowski, am 6. November 1944 gegen Ehrengard Frank-Schultz, am 8. Januar 1945 gegen Theodor Neubauer und am 9. Januar 1945 gegen Jakob Schultheis und Stanislaus Peplinski. Außerdem war Hauer am Urteil gegen Bruno Dubber vom 13. Mai 1941 beteiligt, das diesen zu einer lebenslangen Zuchthausstrafe verurteilte.
Am 5. Juli 1945, kurz nach Ende des Zweiten Weltkrieges, starb Hauer in einem Berliner Krankenhaus an einer Magenblutung.

## Ehen und Familie
Daniel Hauer war viermal verheiratet. Seine Ehefrauen waren Babette Mootz, Frida (Henriette) Preuße, Elisabethe Weil und zuletzt Anna Kaiser.